# پرنسس بامبی مونروو
پرنسس بامبی مونروو (انگلیسی: Princess Bambi Monroe؛ زادهٔ ۱۲ اکتبر ۱۹۹۲) یک موسیقی‌دان اهل ایالات متحده آمریکا است. وی از سال ۲۰۰۲ میلادی تاکنون مشغول فعالیت بوده‌است.